# Échelle S

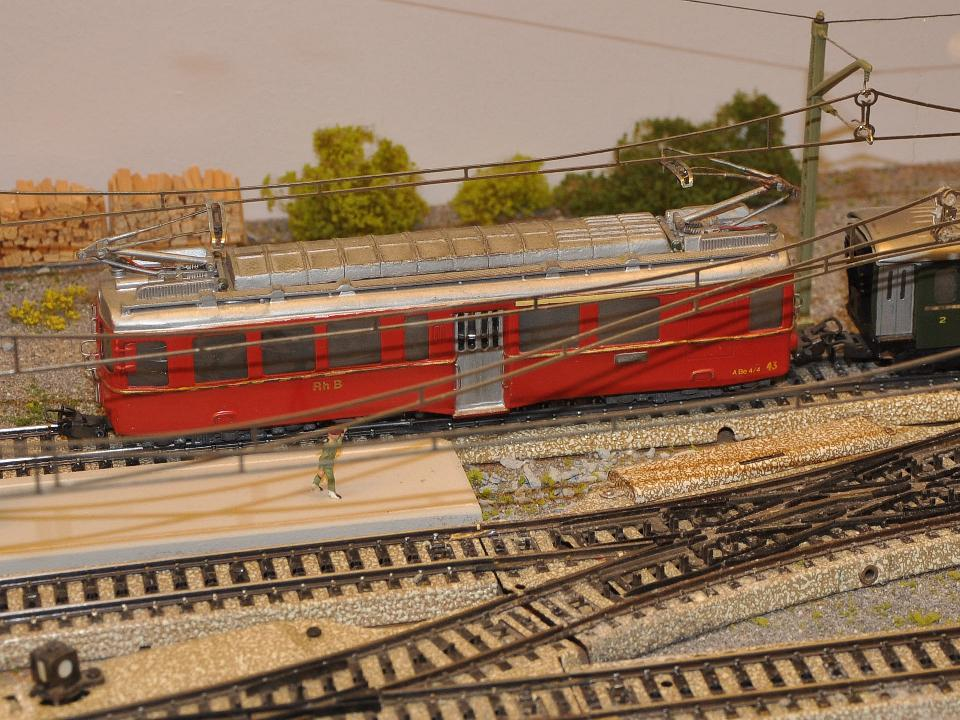
Modèle réduit de train suisse à l'échelle Sm.

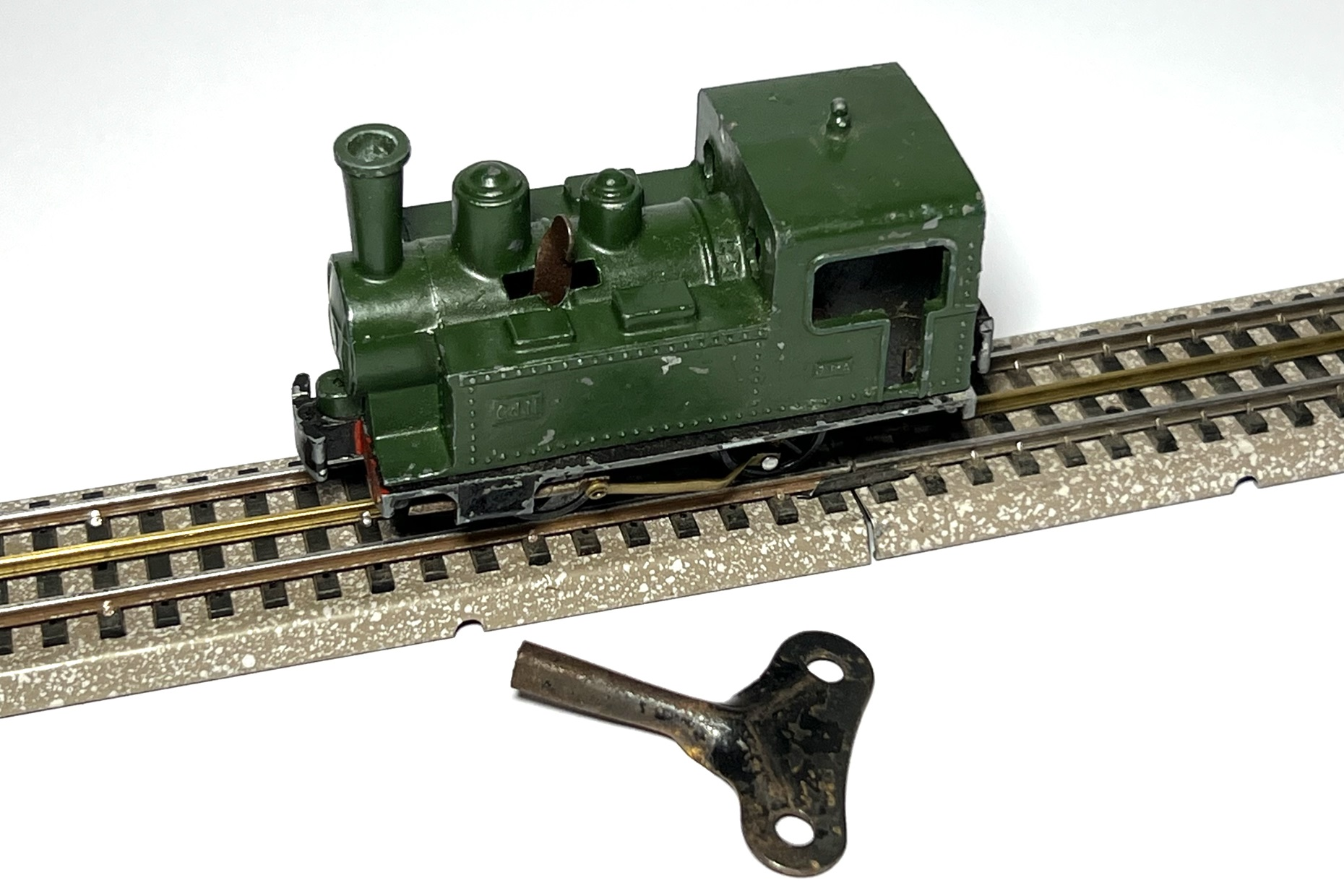
Locomotive à mouvement d'horlogerie le Tortillard de J.R. Allard à l'échelle Sm.

L'échelle S est une norme de modélisme, principalement de modélisme ferroviaire. L'échelle de réduction est de 1:64.
Elle est normalisée en Europe par les Normes européennes de modélisme et en Amérique du Nord par la  National Model Railroad Association.
Elle s'appelle aussi  Échelle H1[réf. souhaitée], (d'où son nom, elle est exactement la moitié, half, de l'échelle 1).

## Histoire
L'échelle S est la plus ancienne en modélisme. La plus ancienne connue remonte à 1896.
Dès 1948, un chemin de fer miniature sur des rails avec un écartement de 16,5 mm, à l‘exemple d'un chemin de fer à voie étroite et à voie métrique, en Fabrikation industriel était disponible auprès de la société française Allard. Les véhicules à l'échelle 1:60 correspondant à échelle Sm circulaient en courant continu sur des rails à voie centrale usuels de l'échelle H0 du même fabricant ou de concurrents, dont l'écartement des modèles réduits est également de 16,5 mm. Les véhicules traction, une locomotive à vapeur et un autorail, étaient également disponibles avec une motorisation à mouvement d'horlogerie,.

## Europe continentale
La taille nominale de l'échelle est selon est au 1/64 selon les normes européennes de modélisme
| Voie    | Description                   | Écartement modélisme | Écartement (sélection)   | Écartement            |
| ------- | ----------------------------- | -------------------- | ------------------------ | --------------------- |
| S       | Voie normale                  | 22,5 mm              | 1435 mm                  | de 1250 mm à 1700 mm  |
| Sm      | Voie métrique                 | 16,5 mm              | 1000 mm                  | de 850 mm à < 1250 mm |
| Se      | Voie étroite                  | 12 mm                | 0750 mm, 760 mm à 800 mm | de 650 mm à < 850 mm  |
| Sf (Si) | faible écartement             | 09 mm                | 0500 mm à 600 mm         | de 400 mm à < 650 mm  |
| Sp      | Trains miniatures à passagers | 06,5 mm              | 0381 mm                  | de 300 mm à < 400 mm  |

## Amérique du Nord
| Voie | Description       | Écartement modélisme | Écartement                  | Remarque            |
| ---- | ----------------- | -------------------- | --------------------------- | ------------------- |
| S    | Voie normale      | 22,5 (22,48) mm      | 1435 mm (4 Pieds 8½ Pouces) |                     |
| Sn3½ | Écartement du Cap | 16,5 mm              | 1067 mm (3½ pieds)          |                     |
| Sn3  | Voie étroite      | 14,3 mm              | 0914 mm (3 pieds)           |                     |
| Sn2½ | Voie étroite      | 12 mm                | 0762 mm (2½ pieds)          |                     |
| Sn2  | Voie étroite      | 09,0 mm ou 10,5 mm   | 0610 mm (2 Fuß)             | 10,5 mm en majorité |